# Aleš Pipan
Aleš Pipan, slovenski košarkar in trener, * 24. maj 1959, Slovenija. 
Pipan je v svoji karieri igral za klube KK Celje, KK Olimpija in KK Šoštanj, za jugoslovansko reprezentanco pa je leta 1978 odigral trinajst tekem. 
Kot glavni trener je vodil klube KK Maribor, KK Zagorje, KK Krka in KK Zlatorog Laško, med letoma 2005 in 2007 pa je bil selektor slovenske reprezentance. Pod njegovim vodstvom je reprezentanca nastopila na Evropskem prvenstvu 2005, kjer je osvojila šesto mesto, Svetovnem prvenstvu 2006, kjer je osvojila trinajsto mesto, in Evropskem prvenstvu 2007, kjer je osvojila sedmo mesto, za tem ga je na mestu selektorja zamenjal Jure Zdovc.
25. maja 2011 je postal selektor košarkarske reprezentance Poljske.
Oktobra 2012 je odšel v Skopje kot glavni trener ekipe KK MZT Skopje. 
V tem času je tudi makedonska reprezentanca brez selektorja. Kot eden od možnih kandidatov, januarja 2013 je postal selektor makedonske reprezentance in bo reprezentanco vodil na Evropskem prvenstvu 2013 v Sloveniji.

## Pregled trenerske kariere

### Klubi
- 1993–1996: KK Maribor
- 1997–2000: Pivovarna Laško
- 2000–2002: Krka
- 2002–2003: KK Zagorje
- 2003–2005: Pivovarna Laško
- 2005–2007: Slovan
- 2007–2008: Anwil Włocławek
- 2008–2011: Zlatorog Laško
- 2011–2012: KK Zadar
- 2012–2013: MZT Skopje
- 2013–2015: Olimpija
- 2015: MZT Skopje
- 2015–2018: Zlatorog Laško
- 2018: Zadar
- 2019–danes: Šentjur

### Reprezentance
- 1998–2003: Slovenska košarkarska reprezentanca (pomočnik)
- 2004–2008: Slovenska košarkarska reprezentanca
- 2010–2013: Poljska košarkarska reprezentanca
- 2013: Makedonska košarkarska reprezentanca